# Castril
Castril là một đô thị trong tỉnh Granada, Tây Ban Nha. Theo điều tra dân số 2006 (INE), đô thị này có dân số là 2581 người.
37°47′B 2°46′T / 37,783°B 2,767°T